# Cui Haili
Cui Haili – chińska zapaśniczka w stylu wolnym. Srebrna medalistka w mistrzostwach Azji w 2010. Dziewiąta w Pucharze Świata w 2010 roku.